# Time Waits For No One
Pour la chanson des Rolling Stones, voir l'article It's Only Rock 'n Roll.
Pistes de Triumph
This Place Hotel
(5) Walk Right Now
(7)
Time Waits For No One est une chanson des Jacksons écrite et composée par Jackie et Randy Jackson pour l'album Triumph (1980).

## Participants
- Voix principale - Michael Jackson
- Chœurs - The Jacksons
- Claviers - Greg Phillinganes
- Guitares - Tito Jackson et Greg Poree
- Basse - Clay Drayton
- Batterie - Ollie Brown
- Percussion - Paulinho Da Costa
- Arrangeurs - Jackie et Randy Jackson
- Arrangeurs de cordes - Jerry Peters

## En concert
Elle a été chantée lors de l'Unity Tour des Jacksons, leur tournée qui s'est déroulée de 2012 à 2013.